# メガブラスト
『メガブラスト』 (MegaBlast) は、1989年11月にタイトーから発売された業務用横スクロールシューティングゲームである。
宇宙戦闘機「メガブラスト」を操作し、惑星サンクスに誘拐された地球人女性を救出することがゲームの目的となっている。
家庭用は2007年に発売されたPlayStation 2用ソフト『タイトーメモリーズII 下巻』に収録されたほか、2023年にアーケードアーカイブスの1作品としてPlayStation 4版とNintendo Switch版が配信された。

## ゲーム内容

### システム
8方向レバー、1ボタン（ショット）で操作する。全8ステージ。2人同時プレイ可能（ディップスイッチ設定で2人用を交互プレイ設定に変更する事も可能）で、1Pは赤いラインの戦闘機、2Pは青いラインの戦闘機を使用。
戦闘機の前後上下にはオプションが浮かんでおり、ショットはこのオプションから各方向に発射される。パワーアップの取得も各方向のオプション毎にアイテム接触させることで行われる。それぞれのオプションでパワーアップ段階は独立しているため、アイテムをバランスよく取得する必要がある。
取扱説明書の入力テスト画面の説明には、ショットボタンが上下左右4方向で独立しているかのような痕跡があり、開発中では4ボタン仕様であったことが確認できる。
敵や敵の攻撃に触れる、もしくはステージにある障害物にぶつかるとミスとなる。

### アイテム
違う色を取得した場合は武器の変更になるが（緑を除く）、同じ色を連続して取得するとパワーアップする。
- 青 - ノーマルショットが撃てる。
- 緑 - オプションに弾を防ぐバリアがつく。これのみ連続取得してもパワーアップしない。
- 赤 - レーザーショットが撃てる。
- 紫 - 貫通弾が撃てる。
- 黄 - 誘導弾が撃てる。
- 白 - バウンドショットが撃てる。

### エンディング
8ステージ全てをクリアするとエンディングを見ることができる。ベートーヴェンの交響曲第9番 第4楽章「歓喜の歌」をBGMに、1面以外のボスを紹介する内容になっている。1面ボス＝8面ボスのため、ボスは7体紹介で全てとなる。

## 設定

### ストーリー
21世紀末、地球上では戦争や飢餓がはなくなり、人類は繁栄を謳歌していたが、そんな折に突如として世界中で大量の女性が行方不明となる。
秘密組織「対地球外防衛機構」が原因を調査した結果、未知の伝染病の影響で女性の生殖能力が失われた暗黒星雲の「惑星ザンクス」に誘拐されていると判明する。
「対地球外防衛機構」から選ばれし精鋭のダウソンとボギーは、地球人女性の救出、そして愛するシンディ救出のため、宇宙戦闘機「メガブラスト」を発進させた。 

### ステージ構成
ステージ構成は海底、森林、地底、海上、氷山、都市、基地、宇宙の8ステージ構成となっている。1周クリアするとゲームオーバー。

## ゲストボスキャラクター
- オルガナイザー（レイメイズ）
- DOH（アルカノイド）
- リベンジオブDOH（アルカノイド リベンジ オブ Doh）
- ちゃっくん（ちゃっくんぽっぷ）
- バブルン（バブルボブル）

## 音楽
- デモ画面で使用されているのはショパンの「幻想即興曲」（1855年）である。

## 移植版
| No. | タイトル                                   | 発売日        | 対応機種                      | 開発元               | 発売元     | メディア                              | 型式       | 備考   | 出典                    |
| --- | ------------------------------------------ | ------------- | ----------------------------- | -------------------- | ---------- | ------------------------------------- | ---------- | ------ | ----------------------- |
| 1   | タイトーメモリーズII 下巻                  | 2007年3月29日 | PlayStation 2                 | Mine Loader Software | タイトー   | DVD-ROM                               | SLPM-66092 |        | [ 2 ]                   |
| 2   | タイトーメモリーズII 下巻 エターナルヒッツ | 2008年6月26日 | PlayStation 2                 | タイトー             | タイトー   | DVD-ROM                               | SLPM-55018 | 廉価版 |                         |
| 3   | メガブラスト                               | 2023年6月15日 | PlayStation 4 Nintendo Switch | タイトー             | ハムスター | ダウンロード (アーケードアーカイブス) | -          |        | [ 3 ] [ 4 ] [ 5 ] [ 6 ] |

アーケードアーカイブス版
アーケードアーカイブスの1作品としてPlayStation 4,Nintendo Switchにて配信。「ゲーム設定」にて2Pプレイの方式を2人同時プレイか交互プレイかを変更する事ができ、また「こだわり設定」にてステージセレクトの有無を設定できる。